# Senecio littoralis
Senecio littoralis, tiếng Anh Woolly Ragwort, là một loài thực vật có hoa thuộc họ Asteraceae.
Đây là loài đặc hữu của quần đảo Falkland.
Môi trường sống tự nhiên của chúng là vùng cây bụi ôn đới, vùng nhiều đá, và vùng bờ biển nhiều đá. Nó được nhắc đến trong Sarah Plain And Tall.
Chúng hiện đang bị đe dọa vì mất môi trường sống.